# Hvítárvatn
Der See Hvítárvatn liegt im Isländischen Hochland. Er wird auch Hvítárlón genannt. Der See liegt auf dem Gemeindegebiet von Bláskógabyggð.

## Lage und Daten
Er befindet sich in der Nähe des südlichen Teils der Hochlandpiste Kjölur und östlich des Gletschers Langjökull auf 419 m Höhe. Seine Oberfläche beträgt in etwa 29,6 km², seine größte Tiefe 84 m.

## Name
Der Name bezieht sich auf den Fluss Hvítá, der dem See entspringt. Er bedeutet wörtlich Weißachsee, was auf Gletscherwasser hinweist. Die helle Färbung des Sees rührt auch tatsächlich von seinem Zufluss Fúlakvisl her, ein Fluss, der dem Langjökull entspringt. 

## Talgletscher des Langjökull
Außerdem erstrecken sich einige Talgletscher dieses großen Gletschers bis zum See, so dass man dort manchmal kleinere Eisberge schwimmen sieht.

## Überlandpisten
In früheren Zeiten führte der alte Kjalvegur direkt am See entlang, wurde aber von einer der Gletscherzungen, die sich mit erkaltendem Klima vorschoben, abgeschnitten.

### Fotos und Videos
- Photo

### Wissenschaftliche Beiträge
- Gwen E. Flowers, e.a.: Holocene climate conditions and glacier variation in central Iceland from physical modelling and empirical evidence. Quaternary Science Reviews, Vol. 27, iss. 7–8, 797–813; doi:10.1016/j.quasivrev.2007.12.004 (deutsch: Holozäne Entwicklungen am Hvítárvatn und Langjökull)
- Darren J. Larsen, e.a.: A 3000-year varved record of glacier activity and climate change from the proglacial lake Hvítárvatn, Iceland. Quaternary Science Reviews, Vol. 30, iss. 19–20, 2715–2731; doi:10.1016/j.quasivrev.2011.05.026